# Championnat de Belgique de football de deuxième division 1911-1912
Navigation
saison précédente saison suivante
Cette page présente la troisième édition du championnat  Promotion (D2) belge.
Pour cette saison, la Fédération belge adapte son règlement. Dorénavant, les deux premiers classés de  Promotion sont promus dans la plus haute division.
Le FC Liégeois et le CS Verviétois dominent nettement la saison. Les deux cercles liégeois terminent avec 10 points d'avance sur le 3e, le SC Courtraisien, relégué de Division d'Honneur à la fin de la saison précédente.
Les trois clubs relégués à la fin de la saison précédente sont tous remplacés. Un des trois promus, l'Excelsior FC Hasselt devient le premier club de la Province de Limbourg à accéder à une série nationale. Ce club assure son maintien, tout comme le FC Bressoux. Par contre, le troisième montant, Berchem Sport, fait l'aller-retour.
C'est durant cette saison, le 28 février 1912, que la Fédération belge change son appellation. L'UBSSA (Union Belge des Sociétés de Sports Athlétiques) devient l'UBSFA ou Union Belge des Sociétés de Football Association.
- Le nom des clubs est indiqué selon l'appellation de la saison concernée

## Clubs participants
Douze clubs prennent part à cette édition, soit le même nombre que lors de la saison précédente.
| #  | Nom                                    | Mat. | Ville      | Terrain                                         | En D2 depuis (série) | Total en D2 |
| -- | -------------------------------------- | ---- | ---------- | ----------------------------------------------- | -------------------- | ----------- |
| 1  | Sporting Club Courtraisien             | 19   | Courtrai   |                                                 | 1911-1912 (1re)      | 1 saison    |
| 2  | Football Club Liégeois                 | 4    | Cointe     | Plaine du Champ d'Oiseaux                       | 1910-1911 (2e)       | 2 saisons   |
| 3  | Association Athlétique La Gantoise     | 7    | Gand       | Mussenplein /Albertlaanplein                    | 1909-1910 (3e)       | 3 saisons   |
| 4  | Club Sportif Verviétois                | 8    | Verviers   | L'Île Adam                                      | 1909-1910 (3e)       | 3 saisons   |
| 5  | Stade Louvaniste                       | 18   | Louvain    |                                                 | 1909-1910 (3e)       | 3 saisons   |
| 6  | Tilleur Football Club                  | 21   | Tilleur    | Bois d'Avroy, à proximité de la gare de Tilleur | 1909-1910 (3e)       | 3 saisons   |
| 7  | Football Club Malinois                 | 25   | Malines    | Achter de Kazerne                               | 1909-1910 (3e)       | 3 saisons   |
| 8  | Union Sportive Tournaisienne           | 26   | Tournai    | Plaine des Manœuvres,à Kain                     | 1909-1910 (3e)       | 3 saisons   |
| 9  | Association Sportive Anvers-Borgerhout | N/A  | Borgerhout | Ouden Barreel te Merxem                         | 1909-1910 (3e)       | 3 saisons   |
| 10 | Football club Bressoux                 | 23   | Bressoux   | Robermont, rue E. Van Den Hoff                  | 1911-1912 (1re)      | 1 saison    |
| 11 | Berchem Sport                          | 28   | Berchem    | Molenstraat                                     | 1911-1912 (1re)      | 1 saison    |
| 12 | Excelsior Football Club Hasselt        | 37   | Hasselt    |                                                 | 1911-1912 (1re)      | 1 saison    |

| \| AS Anvers-Borgerhout Berchem Sport FC Malinois La Gantoise SC Courtraisien St. Louvaniste Exc. Hasselt FC Liégeois Tilleur FC FC Bressoux CS Verviétois US Tournaisienne \| Localisation des clubs engagés en Promotion 1911-1912 |
| AS Anvers-Borgerhout Berchem Sport FC Malinois La Gantoise SC Courtraisien St. Louvaniste Exc. Hasselt FC Liégeois Tilleur FC FC Bressoux CS Verviétois US Tournaisienne                                                             |

## Classement
- Le nom des clubs est celui employé à l'époque

Légende
- Champion et promu en Division d'Honneur la saison suivante
- Barrages de promotion ou pour le titre
- Barrages de maintien
- Relégation vers les séries inférieures

Abréviations
 : Relégué de Division d'Honneur 1910-1911

 : Promus des séries inférieures depuis la saison précédente
| Rang | Équipe               | Pts | J  | G  | N | P  | Bp | Bc | Diff |
| ---- | -------------------- | --- | -- | -- | - | -- | -- | -- | ---- |
| 1    | FC Liégeois          | 37  | 22 | 17 | 3 | 2  | 46 | 13 | +33  |
| 2    | CS Verviétois        | 37  | 22 | 16 | 5 | 1  | 59 | 16 | +43  |
| 3    | SC Courtraisien      | 27  | 22 | 12 | 3 | 7  | 33 | 41 | -8   |
| 4    | FC Malinois          | 23  | 22 | 10 | 3 | 9  | 48 | 29 | +19  |
| 5    | AA La Gantoise       | 22  | 22 | 9  | 4 | 9  | 58 | 37 | +21  |
| 6    | FC Bressoux          | 19  | 22 | 6  | 7 | 9  | 24 | 39 | -15  |
| 7    | Stade Louvaniste     | 18  | 22 | 8  | 2 | 12 | 37 | 44 | -7   |
| 8    | Tilleur FC           | 18  | 22 | 7  | 4 | 11 | 23 | 33 | -10  |
| 9    | Excelsior FC Hasselt | 18  | 22 | 7  | 4 | 11 | 24 | 45 | -21  |
| 10   | US Tournaisienne     | 16  | 22 | 6  | 4 | 12 | 28 | 58 | -30  |
| 11   | AS Anvers-Borgerhout | 15  | 22 | 5  | 5 | 12 | 32 | 49 | -17  |
| 12   | Berchem Sport        | 14  | 22 | 4  | 6 | 12 | 26 | 34 | -8   |

## Déroulement de la saison

### Résultats des rencontres
Avec douze clubs engagés, 134 matches sont au programme de la saison.
| Résultats (▼dom., ►ext.)                                   | ASA | BER | BRE | COU | LAG | HAS | LIE | LOU | MAL | TIL | TOU | VER |
| AS Anvers-Borgerhout                                       |     | -   | 2-3 | 2-2 | -   | 3-1 | 0-1 | -   | -   | -   | -   | -   |
| Berchem Sport                                              | -   |     | -   | -   | 0-2 | 1-2 | 0-0 | 1-1 | -   | 0-1 | -   | -   |
| FC Bressoux                                                | -   | 2-1 |     | -   | -   | 0-0 | 2-4 | -   | -   | 0-1 | -   | -   |
| SC Courtraisien                                            | -   | 1-0 | 3-1 |     | -   | 1-0 | 2-3 | -   | 0-5 | 1-0 | -   | -   |
| AA La Gantoise                                             | 4-0 | -   | 7-0 | -   |     | 1-2 | 1-2 | -   | -   | -   | -   | 0-0 |
| Excelsior FC Hasselt                                       | -   | -   | -   | -   | -   |     | 0-3 | 0-3 | 0-5 | -   | 5-2 | -   |
| FC Liégeois                                                | -   | -   | -   | -   | -   | -   |     | -   | -   | 2-0 | 2-0 | -   |
| Stade Louvaniste                                           | 3-0 | -   | 3-2 | 0-1 | -   | -   | 2-1 |     | -   | -   | -   | -   |
| FC Malinois                                                | 2-0 | 3-0 | 0-1 | -   | 1-0 | -   | -   | 3-0 |     | -   | 8-0 | 3-4 |
| Tilleur FC                                                 | 2-0 | -   | -   | -   | 2-4 | -   | -   | 1-3 | 1-1 |     | 4-0 | -   |
| US Tournaisienne                                           | 1-1 | 3-1 | -   | 0-2 | 0-8 | -   | -   | 2-0 | -   | -   |     | 2-3 |
| CS Verviers                                                | -   | 5-1 | 0-0 | 4-0 | -   | 3-0 | 2-2 | -   | -   | 2-1 | -   |     |
| - Victoire à domicile - Match nul - Victoire à l'extérieur |     |     |     |     |     |     |     |     |     |     |     |     |

### Test-match pour l'attribution du titre
| Date       | Equipe 1      | Equipe 2      | Score | Remarques |
| ---------- | ------------- | ------------- | ----- | --------- |
| 24/03/1912 | FC Liégeois   | CS Vérviétois | 1-0   |           |
| C          | FC LIEGEOIS   | Champion      |       |           |
|            | CS Verviétois | 2e promu      |       |           |

## Récapitulatif de la saison
- Champion : FC Liégeois (1er titre en D2)
- Premier titre de "D2" pour la Province de Liège.
- Deuxième montant: CS Verviétois

| Région flamande (6)             | Région flamande (6) | Province de Brabant (1)      | Province de Brabant (1) | Région wallonne (5)    | Région wallonne (5) |
| ------------------------------- | ------------------- | ---------------------------- | ----------------------- | ---------------------- | ------------------- |
| Province d'Anvers               | 3                   | Région de Bruxelles-Capitale | 0                       | Province de Hainaut    | 1                   |
| Province de Flandre-Occidentale | 1                   | Province du Brabant flamand  | 1                       | Province de Liège      | 4                   |
| Province de Flandre-Orientale   | 1                   | Province du Brabant wallon   | 0                       | Province de Luxembourg | 0                   |
| Province de Limbourg            | 1                   |                              |                         | Province de Namur      | 0                   |

1. ↑  Au niveau footballistique, la province de Brabant est toujours unitaire malgré sa partition territoriale en 1995.

## Montée / Relégation
Le Champion, le FC Liégeois, et son dauphin, le CS Verviétois, sont promus en Division d'Honneur.
Les deux relégués vers les séries inférieures sont l'AS Anvers-Borgerhout et Berchem Sport.
Promus depuis les divisions inférieures: Uccle Sport et le FC L'Avenir Hasselt.

## Débuts en série nationale et en « D2 »
Trois clubs font leurs débuts dans les séries nationales du football belge. Ils sont le 33e, 34e et 35e clubs différents à y apparaître.
- Berchem Sport  - 7e club anversois en nationale (le 5e différent en D2)
- FC Bressoux (6e club liégeois en nationale (le 5e différent en D2)
- Excelsior FC Hasselt (1er club limbourgeois en nationale (le 1er en D2)

### Débuts en « D2 »
En plus du nouveau venu en « nationale », un club joue pour la première fois au 2e niveau de la hiérarchie du football belge. Il est le 13e club différent à y apparaître (à égalité avec les trois autres nouveaux venus, voir ci-dessus), portant le total de clubs à ce niveau à 17 entités.
- SC Courtraisien  - 1er club flandrien occidental en « D2 ».

## Divisions inférieures
À cette époque, les compétitions ne connaissent pas encore la même hiérarchie que celle qui est la leur de nos jours. C'est essentiellement après la Première Guerre mondiale que la pyramide va se constituer.
En 1909-1910, sous les deux séries nationales (Division d'Honneur et Promotion), se déroulent des championnats régionaux. Les clubs sont regroupés par zones géographiques. Celles-ci ne tiennent pas toujours compte du découpage administratif des provinces, eu égard au petit nombre de clubs que connaissent certaines régions. Au fil des saisons, une hiérarchie de "Divisions" s'installe dans les différentes régions.
Des test-matches (appelés aussi barrages) sont organisés entre les vainqueurs de zones. À la fin d'un parcours, se compliquant au fil des saisons, les gagnants montent en Promotion.
Au fil des années, la montée vers la Promotion est déterminée par ces test-matches. Toutefois, un "principe d'élection" reste en vigueur pendant plusieurs saisons. Un « système de licence » bien avant l'instauration des fameux sésames actuels en quelque sorte.
Selon les régions (et selon les sources que l'on retrouve les concernant), les appellations Division 2 ou Division 3 sont courantes. Cela vient du fait que certaines séries régionales conservèrent le nom (Division 2) qu'elles portent avant la création de la  Promotion. En effet, avant cela leur vainqueurs de ces séries prenaient part au tournoi de fin de saison (appelé « Division 2 »,)  par zones géographiques et alors que le tournoi final regroupant les vainqueurs de zone s'appelle « Division 1 ». Localement d'autres séries sont considérées comme « Division 3 » et en portent le nom.
Mais il est bon de savoir qu'à cette époque pour la Fédération belge, il n'y a donc que deux "divisions nationales".